# Skråmsta, Sigtuna kommun
Skråmsta är en by i Haga socken i Sigtuna kommun, Stockholms län.
Skråmsta är en by längs länsväg C 1039, belägen i norra delen av Haga socken och invid länsgränsen mellan Stockholms och Uppsala län. Byn består av bondgårdar.